# Sofie Sarenbrant
Anna Brita „Sofie” Sarenbrant (ur. 1978 w Sztokholmie) – szwedzka pisarka i dziennikarka.

## Życiorys
Sarenbrandt urodziła się w 1978 roku w Sztokholmie, po czym gdy miała 2 lata, jej rodzina przeniosła się na farmę w Östergötland. Karierę dziennikarską rozpoczęła pracując jako wolny strzelec dla „Veckorevyn”. Z czasem pracowała także dla „Expressen”, „Friskispressen” i „Amelii”.
Zadebiutowała w 2010 roku powieścią 36 tydzień. Rozgłos przyniosła jej seria książek o policjantce Emmie Sköld. Sarenbrandt chciała, by jej główna bohaterka była młodą i ambitną kobietą, w przeciwieństwie do stereotypowych przedstawień policjantów jako alkoholików i osób z depresją. W 2015 roku trzecia książka w serii pt. Visning pågår zyskała w Szwecji status bestsellera wśród powieści kryminalnych. W 2017 roku Sarenbrandt opublikowała powieść Bakom din rygg, która rozpoczęła trylogię na temat trzech pracowników salonu fryzjerskiego z Östermalm.
W latach 2019 i 2020 została wyróżniona nagrodą Årets svenska deckarförfattare. Jej książki zostały przetłumaczone na 15 języków i sprzedały się w ponad czterech milionach egzemplarzy.

## Twórczość
- 36 tydzień (szw. Vecka 36, 2010; wyd. pol.: Wydawnictwo Czarna Owca, 2012)
- Zamiast ciebie (szw. I stället för dig, 2011; wyd. pol.: Wydawnictwo Czarna Owca, 2013)
- Vila i frid, 2012
- Andra andningen, 2013. ISBN 978-91-7537-012-5
- Visning pågår, 2014. ISBN 978-91-7475-154-3
- Avdelning 73, 2015. ISBN 978-91-87783-21-0
- Tiggaren, 2016. ISBN 978-91-88171-09-2
- Bakom din rygg, 2017. ISBN 978-91-88171-10-8
- Syndabocken, 2018. ISBN 978-91-88545-57-2
- Skamvrån, 2019. ISBN 978-91-88859-16-7